# خوانيتا كوكو
خوانيتا كوكو (بالإنجليزية: Juanita Coco)‏ هي مغنية أسترالية، ولدت في 10 ديسمبر 1975 في أستراليا، وتوفيت في 2 مايو 1993 في Malvern, Victoria ‏ في أستراليا بسبب حادث مرور.

## وصلات خارجية
- خوانيتا كوكو على موقع IMDb (الإنجليزية)